# Оксопентахлорорениевая кислота
Оксопентахлорорениевая кислота — неорганическое соединение металла рения с формулой H2[ReCl5O]. При нормальных условиях представляет собой неустойчивую жидкость.

## Получение
- Восстановление рениевой кислоты в концентрированном растворе соляной кислоты.

## Свойства
Оксопентахлорорениевая кислота образует неустойчивую жидкость. Соединение не получено в свободном состоянии, существует только в водном растворе.